# Andrew Loomis
William Andrew Loomis, mais conhecido como Andrew Loomis (Syracuse, Nova Iorque, 15 de Junho de 1892 - Los Angeles, 25 de Maio de 1959) foi um ilustrador, autor e instrutor de arte americano. Seu trabalho comercial foi destacado em publicidade e revistas; no entanto, Loomis é mais conhecido como autor de uma série de livros de arte instrucionais impressos ao longo do século XX. Muito depois de sua morte, o estilo realista de Loomis continuou a influenciar artistas populares.

## Biografia
William Andrew Loomis nasceu em 15 de junho de 1892, em Syracuse, Nova York. Loomis cresceu em Zanesville, Ohio, e passou grande parte de sua vida profissional em Chicago, Illinois. Ele estudou na Art Students League de Nova York com George Bridgman e Frank DuMond aos 19 anos. Loomis voltou para Chicago para trabalhar em um estúdio de arte e estudar no Art Institute of Chicago.

## Carreira

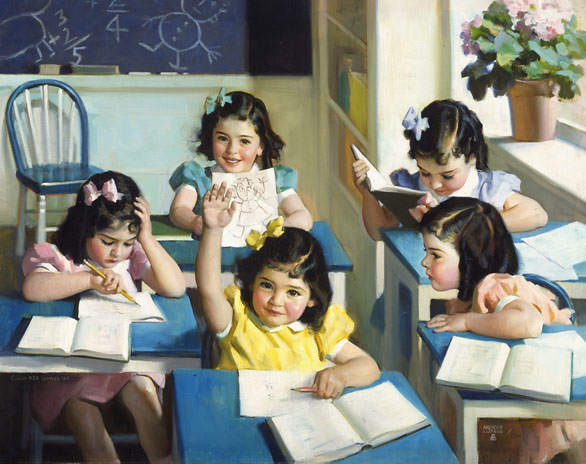
pintura de Andrew Loomis (1938, representando as quintupletas de Dionne

Após o serviço militar na Primeira Guerra Mundial, Loomis trabalhou para algumas agências de publicidade antes de abrir seu próprio estúdio no centro de Chicago em 1922. Daquela época até o final da década de 1930, Loomis produziu pinturas publicitárias para muitas grandes empresas, como Coca-Cola, Studebaker, Palmolive, Quaker Oats, Munsingwear, e Kellogg's. Ele foi o pintor de retratos oficial dos quíntuplos de Dionne, e criou Jack e Bingo para a capa da caixa Cracker Jack. Em 1932, Loomis criou pinturas para os anúncios que apresentariam Os Três Mosqueteiros. Uma dessas pinturas era um retrato de uma química da Mars, Frances Herdlinger. Herdlinger era uma das três químicas que trabalhavam regularmente com Forrest Mars Sr. no desenvolvimento da nova barra de chocolate.

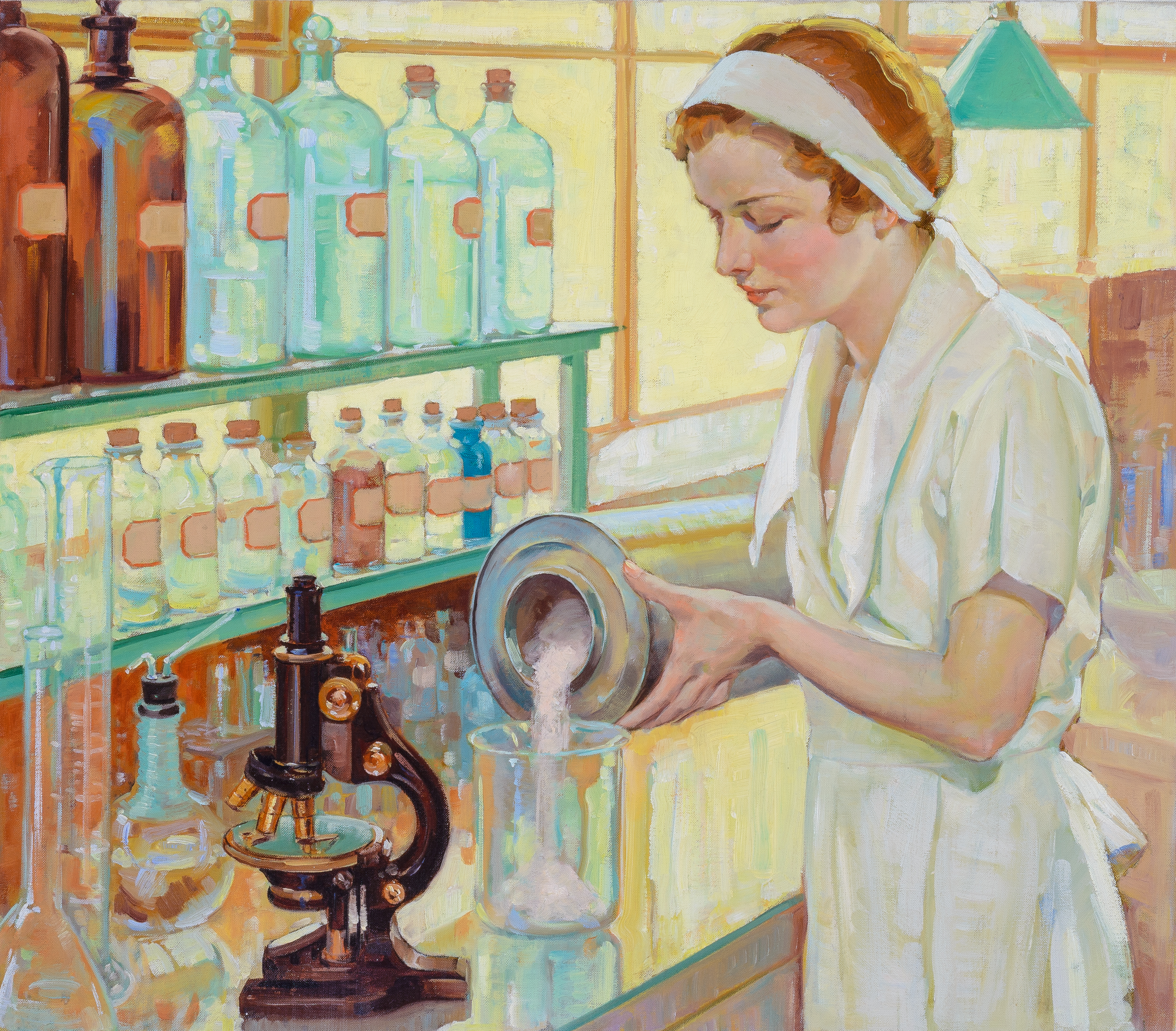
Pintura da década de 1930 de Andrew Loomis, representando Frances Herdlinger na Mars Factory

Na década de 1930, ele ensinou na American Academy of Art. Foi durante esse período que suas técnicas de ensino foram compiladas para seu primeiro livro, Fun With a Pencil (1939). Loomis iria lançar vários outros livros nas próximas décadas, incluindo um de seus mais populares, Figure Drawing for All It's Worth (1943). Muitos dos livros exibem suas próprias técnicas criadas pessoalmente - como o método "bola e avião" de desenho de cabeça - guiadas pelo diálogo humorístico de Loomis. Muitos dos títulos ganharam forte apelo por seu valor acadêmico e passaram por várias impressões durante o século XX. Loomis morreu em 1959, mas seu livro final, Eye of the Painter and Elements of Beauty (1961), foi impresso postumamente.

## Método Loomis
O Método Loomis é uma técnica de desenho que usa grades para representar a cabeça humana de vários ângulos com precisão. Esta técnica foi desenvolvida por Loomis na década de 1940 e foi descrita pela primeira vez em seu livro Drawing the Head and Hands. O método Loomis para a construção da cabeça é muito popular porque é fácil de aprender e lembrar e pode ser aplicado a qualquer desenho da cabeça.

## Influência e legado
A editora Titan Books relançou os livros de Loomis como edições facsimile entre 2011 e 2013. Antes disto, os livros em questão estiveram esgotados durante décadas, disponíveis somente como excertos pela Walter Foster Publishing. Alguns dos livros de Loomis estão sendo atualmente publicados em japonês via Maar Sha Co., Ltd. Impressões anteriores tornaram-se item de colecionador e são procuradas por entusiastas e profissionais na área artística.

Atualmente, todos os livros de Loomis estão disponíveis à venda pela Titan Books - exceto The Eye of the Painter.
- Do livro Drawing the Head and Hands
- Do livro Drawing the Head and Hands
- Do livro Figure Drawing for All It's Worth
- Do livro Creative Illustration
- Do livro Successful Drawing